# Tomopleura fuscocincta
Tomopleura fuscocincta é uma espécie de gastrópode do gênero Tomopleura, pertencente à família Borsoniidae.